# 舒家灣天主堂
舒家灣天主堂位於四川省成都市金堂縣淮口鎮舒家灣村13組，是川西地區最早的天主堂之一，屬成都教區。

## 簡史
始建於清乾隆三十七年（1772年），由法國傳教士馬若望和貴州教士趙榮創設。光緒二十七年（1901年）被義和團燒毀，光緒二十八年（1902年）法國人司鐸用索賠白銀萬兩重建，中共建政後曾改為小學，1977年恢復原貌。
1988年，舒家灣天主堂被金堂縣人民政府公佈為縣級文物保護單位；1997年，被成都市人民政府公佈為市級文物保護單位；2012年7月16日公佈為第八批四川省文物保護單位。

## 建筑
教堂坐西北向東南，建築平面呈“豆”字形，占地面積約1650平方米，現存有立面、禮拜堂、左右廚房及左右後廳，形成一個兩廂相連的四合院。羅曼復興式立面呈三層三開間石質建築，面闊16米，有3個圓拱門、6根半圓柱、6根小方柱，排列整齊美觀。左右拱門上書「趨赴」、「干城」；三角楣飾兩邊刻有對聯：「懿母鴻仁通浹洽，恩君極惠遍周流。」
整個立面造型莊嚴大方，雕鑿精美，確為一件藝術珍品。禮拜堂緊靠牌坊垂直建造，為木石結構，小青瓦懸山屋面，抬梁式梁架，面闊八間29.2米，進深三間12.2米，高7.8米，堂內裝飾華麗。左右廂房為石木結構懸山頂，面闊各六問21.21米，進深一問4.37米，高5.63米。禮拜堂後部兩側的後廳，面積略大於廚房。
教堂外左側有十二宗徒雕像。教堂後方有李安德（André Ly）神父和一位法國傳教士的墓地。李安德是陝南漢中府人，後成為18世紀四川教會知名人物。他精通拉丁語，並留有一部拉丁文教務日記。
舒家灣天主堂這是一處融合中國精湛石雕技藝與西方教堂立面與一體的的建築，對研究當時該區域的清代建築及宗教歷史提供了寶貴的實物材料，具有較高的歷史、藝術及科學價值。